# Szilágyi Dezső (színművész)
Szilágysomlyói Szilágyi Dezső (Miskolc, 1865. november 12. – Marosvásárhely, 1933. május 18.) színész, színházigazgató.

## Családja
Szülei Szilágyi Béla színész és Vigh Róza (Lusztig Rozál) énekesnő. Nagyapja Szilágyi Pál színész. Testvérei ifj. Szilágyi Béla és Szilágyi Aladár színészek. Keresztszülei Nyiri József királyi tanácsos és Szilágyi Pálné. 

## Élete
1868. szeptember 10-én keresztelték Szegeden. 1883-ban lépett először színpadra Marosvásárhelyen, édesapja társulatában. Három évtized alatt bejárta Magyarországot. 1902 és 1912 között színigazgató volt, ekkor az első erdélyi színikerület felbomlása után visszavonult. 1912-től Marosvásárhelyen dolgozott városi tisztviselőként, 1922-ben nyugdíjazták. Felesége Fojtényí Róza (1872–?) színésznő volt.
Írt humoros színészhistóriákat és hazafias verseket is.